# Comando Vermelho: A História Secreta do Crime Organizado
Comando Vermelho é um livro escrito por Carlos Amorim, originalmente publicado em 1993 e lançado em 2003. O livro investigan as origens históricas do crime organizado no Brasil e descreve as operações de grupos armados como o Comando Vermelho e o Primeiro Comando da Capital.
O livro foi lançado pela Editora Record. Chegou às livrarias em 1994 e foi premiado com o Jabuti da Câmara Brasileira do Livro, na categoria “Reportagem”. Foi o primeiro volume da trilogia que inclui “CV PCC - A Irmandade do Crime” (2004) e “Assalto ao Poder: O crime organizado” (2010). Teve maior repercussão não só nacional mas internacionalmente e chegou a ganhar o Prêmio Jabuti em 1994.